# 954

## Nașteri
- Alfegiu de Canterbury, arhiepiscop de Canterbury (d. 1012)
- Malcolm II, rege al Scoției (d. 1034)

## Decese
- 10 septembrie Ludovic al IV-lea al Franței, rege al Franței (936-954), membru al dinastiei Carolingiene (n. 920)